# CSX Transportation
CSX Transportation er en godstransportør i USA, som ejer jernbanestrækninger på i alt 34.000 kilometer.  Virksomheden, der er et datterselskab til CSX Corporation, har hovedkvarter i Jacksonville, Florida, og er aktiv i det østlige USA samt Ontario og Quebec i Canada